# Kościół św. Jana Chrzciciela w Wędryni
Kościół św. Jana Chrzciciela – rzymskokatolicki, drewniany kościół filialny położony we wsi Wędrynia, należący do parafii Najświętszego Serca Pana Jezusa w Chudobie w dekanacie Olesno, diecezji opolskiej.

## Historia i wnętrze
Kościół św. Jana Chrzciciela wybudowany został w 1791 roku. W 1818 roku dobudowana została wieża. W 1959 roku został odnowiony. Jest to świątynia o konstrukcji zrębowej z zamkniętym trójbocznie prezbiterium, wykonana w stylu barokowym. Wieża o konstrukcji słupowej, pochodzi z 1818 roku, natomiast sygnaturka nakryta jest baniastym hełmem. Późnobarokowy ołtarz główny z rzeźbami dwóch św. biskupów i obrazem św. Augustyna lub św. Zachariasza oraz św. Jana Chrzciciela. Ołtarze boczne poświęcone są Matce Boskiej i św. Józefowi. Sklepienie kościoła ozdobione jest w motywy ludowe.
Kościół należy do Szlaku Drewnianego Budownictwa Sakralnego.